# Wedge Tomb von Cool East

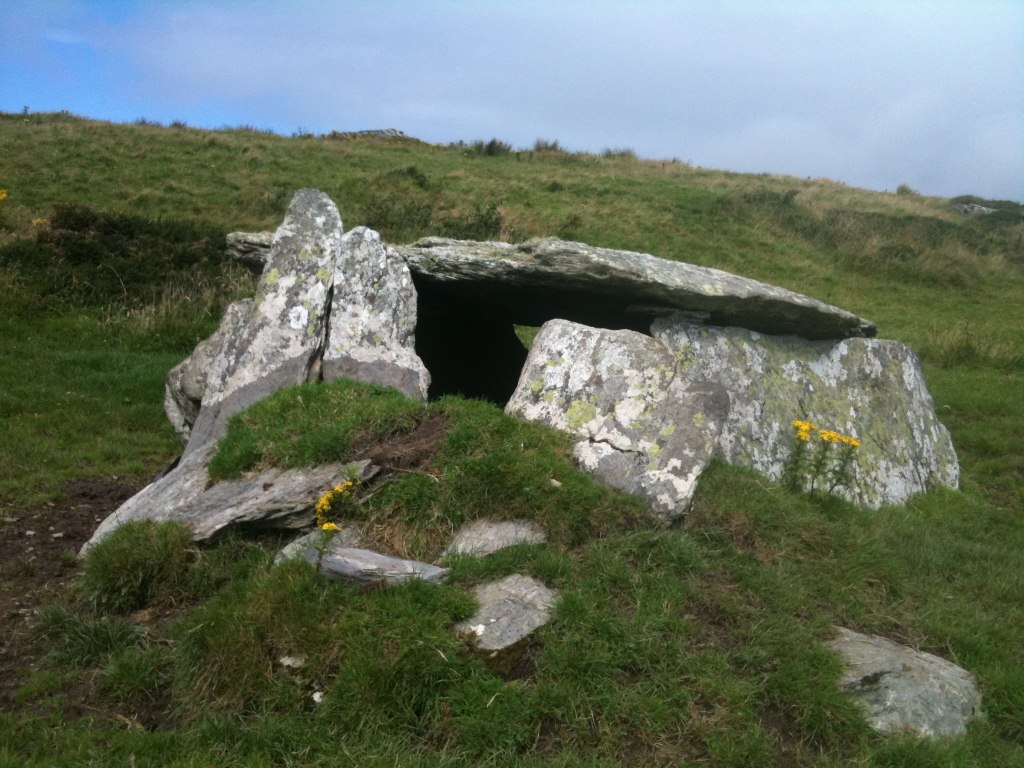
Wedge tomb von Cool East,
vom Ende aus gesehen

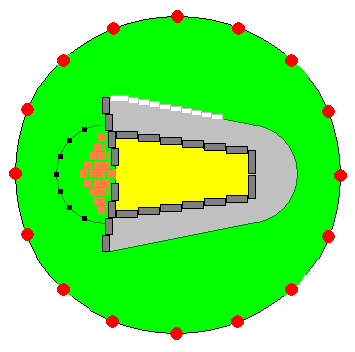
Prinzipskizze Wedge Tomb am Beispiel von Island

Das Wedge Tomb von Cool East liegt im gleichnamigen Townland Cool East (irisch An Chúil Thoir) nördlich der Nebenstraße von Knightstown nach Bray Head, am Hang des Geokaun Hill (irisch An Geocán) auf Valentia Island im County Kerry in Irland. Wedge Tombs (deutsch „Keilgräber“), früher auch „wedge-shaped gallery grave“ genannt, sind doppelwandige, ganglose, mehrheitlich ungegliederte Megalithbauten der späten Jungsteinzeit und der frühen Bronzezeit.
Das Wedge Tomb wird von einem riesigen Deckstein von etwa 3,1 Meter Länge und 2,4 Meter Breite bedeckt. Es gibt zwei seitliche Tragsteine im Norden und im Süden der Kammer von jeweils etwa 3,0 m Länge. Auf der Rückseite der Kammer gibt es zwei weitere Steine, die den Seitensteinen als Stütze dienen. Auf der Vorderseite der Kammer bilden zwei aufrechte Steine ein Portal.
Ein altes Gräberfeld mit einem etwa 1,9 m hohen Oghamstein mit eingraviertem lateinischen Kreuz liegt in der Nähe. Südlich der Straße steht ein weiterer Oghamstein. Es gibt mehrere Steinpfeiler und einen zweifelhaften Steinkreis.